# Sferici
Sferici (od grč. σφαιριϰός: kuglast) ili atmosferici su elektromagnetski valovi koji nastaju električnim pražnjenjem (munjama) u Zemljinoj atmosferi. Moguće ih je otkriti (detektirati) na udaljenostima od više tisuća kilometara, pa se u meteorologiji s pomoću takozvanog sferik-uređaja, zapravo radioprijamnika na frekvenciji 10 kHz, ta pojava promatra radi praćenja razvoja i gibanja olujnih oblaka (kumulonimbusa).

### Mjerenje sferika
Pod sferikom ili atmosferikom podrazumijeva se stvaranje elektromagnetskih valova koji nastaju električnim pražnjenjem (munja) iz grmljavinskih oblaka (kumulonimbusi). Ovi radio valovi mogu se otkriti i na udaljenostima od više tisuća kilometara, a sferik-uređajima se odredi položaj njihova izvora. Za tu svrhu služi radio goniometarski uređaj, koji na katodnoj cijevi pokazuje smjer odakle je došao sferik signal. Sastavni dio uređaja su dvije antene namještene pod pravim kutom, a orijentirane u smjeru sjever-jug, odnosno istok-zapad. Radioprijamnik radi na frekvenciji 10 kHz, a pri svakom tragu sferika na zaslonu dobiva se i zvučni signal, koji se telefonom prenosi u susjednu postaju uključenu u mrežu sferika. Zvučni signal traje dovoljno dugo da i susjedna postaja može očitati azimut signala. U mreži sferik postaja rade obično dvije do četiri postaje međusobno udaljene od 500 do 1 000 kilometara, pa se istodobnim očitavanjem signala udaljene grmljavine, jednostavnim presijecanjem pravaca na zemljopisnoj karti, može odrediti mjesto izvora sferika. Kad grmi, sferik stanice rade obično 10 minuta prije svakog punog sata.